# Зоф В'ячеслав Іванович
В'ячесла́в (Вячеслав, Вацлав) Іва́нович (Янович) Зо́ф (грудень 1889, м. Дубно, за іншими даними — с. Вовковиї Волинської губернії — 30 червня 1937), радянський військовий і державний діяч.

## Біографія
В'ячеслав Зоф народився за одними даними у м. Дубно Волинської губернії (нині Рівненської області), а за іншими — с. Вовковиї (тепер Демидівського району Рівненської області). За етнічним походженням — чех. Його будинок був без змін до кінця 1980-х, при новому власникові обійстя будівлю «обшили» й станом на січень 2019 року вона невпізнавана.
Був учасником революційного руху з 1910 року. У 1913 році став членом РСДРП (б).
У роки Першої світової війни (1914—1918 рр.) був слюсарем на Сестрорецькому збройовому заводі. На ньому він керував більшовицькою підпільною організацією.
Після лютневої революції 1917 року став очільником більшовицької організації Сестрорецька. Водночас був депутатом Петроградської ради.
У липні 1917 за дорученням ЦК РСДРП (б) підготував для В. І. Леніна посвідчення на ім'я робітника К. П. Іванова і організував його переїзд з Петрограду в Розлив, а потім здійснював зв'язок Леніна з ЦК.
Протягом 1918–1919 років обіймав посаду комісара бригади, а жовтня — листопада 1918 — 29-ї стрілецької дивізії на Уральському фронті, а також був начальником постачання 3-ї армії Східного фронту.
У березні 1919 — лютому 1920 років був членом Революційного воєнної ради Балтійського флоту і членом комітету оборони Петрограду.
З лютого 1920 року В'ячеслав Зоф обіймав посаду комісара головного управління і начальника головного політичного управління водного транспорту. У листопаді 1920 року він став комісаром з технічної частини при головнокомандуючому морськими силами.
Протягом 1921—1924 років був на посаді комісара при головнокомандуючому морськими силами РСФРР.
У грудні 1924 р. став комісаром військово-морських сил СРСР («Наморси») та членом революційно-військової ради СРСР. У 1927 році був призначений головою Радянського торговельного флоту, який очолював до 1929 року. Одночасно був членом колегії Народного комісаріату шляхів сполучення СРСР.
У 1930—1931 рр. був заступником наркому шляхів сполучення, а у 1931 році його було призначено 1-м заступником наркому водного транспорту.
Пізніше він обійняв посаду директора заводу «Компресор» (м. Москва).
У 1933 році був радянським морським аташе в Парижі.

### Арешт. Суд. Вирок. Реабілітація.
20 грудня 1936 р. був заарештований «за участь в антирадянській міжнародній терористичній організації», 19 червня йому зачитано смертний вирок, розстріляний 20 червня 1937 року.
Звинувачувався в тому, що він після XIV з'їзду примкнув до ленінградської опозиції, а згодом до зінов'євсько-троцькістського блоку, а з 1932 року був учасником антирадянської терористичної організації Зінов'єва та контактував з «активними терористами» Розеном та Тер-Ваганяном. На попередньому слідстві та на судовому засіданні, Зоф не визнав своєї вини в причетності до контрреволюційної організації, хоча і згодився, що 1926 року дійсно належав до троцькістсько-зінов'євської опозиції. На подальших допитах Зоф «визнав» частину звинувачень у підривній діяльності[джерело?].
Була заарештована і дружина В. І. Зофа, — як ворог народу; в дитбудинку помер їхній єдиний син Володимир.
Зоф В'ячеслав Іванович реабілітований 22 лютого 1956 р. посмертно.

## Нагороди, відзнаки
Нагороджений орденом Червоного Прапора.
Делегат XIV з'їзду ВКП(б); V, VI з'їзду РКСМ; IV Всеросійської конференції РКСМ.

## Вшанування пам'яті
На малій батьківщині — біля школи с. Вовковиї стоїть погруддя Вячеслава Івановича Зофа.